# Gitimbagwe
Gitimbagwe är ett vattendrag i Burundi.   Det ligger i provinsen Makamba, i den södra delen av landet, 100 kilometer söder om huvudstaden Bujumbura.
Omgivningarna runt Gitimbagwe är huvudsakligen savann. Runt Gitimbagwe är det ganska tätbefolkat, med 214 invånare per kvadratkilometer.